# Leonardo Sandri
Pour les articles homonymes, voir Sandri.
Leonardo Sandri, né le 18 novembre 1943 à Buenos Aires, est un cardinal argentin de l'église catholique romaine, préfet émérite du Dicastère pour les Églises orientales depuis 2022. Vice-doyen du collège des cardinaux depuis le 24 janvier 2020.

## Biographie

### Formation
Après ses études de philosophie et de théologie au séminaire de Buenos Aires, Leonardo Sandri est licencié en théologie à l'université catholique argentine. Il est ordonné prêtre le 2 décembre 1967 par l'archevêque coadjuteur de Buenos Aires, Juan Carlos Aramburu, dont il devient le secrétaire particulier. Il est également curé de Villa Urquiza. Il part ensuite à Rome pour poursuivre ses études où il obtient un doctorat en droit canonique à l'université pontificale grégorienne. En 1971, il devient élève à l'Académie pontificale ecclésiastique chargée de la formation des diplomates du Saint-Siège.

### Prêtre et ministères
Il devient alors chargé de nonciature à Madagascar (en) et à l'île Maurice (en) en 1974 avant de retourner à Rome comme secrétaire des substituts successifs à la Secrétairerie d'État. En 1989, il est envoyé aux États-Unis comme conseiller à la nonciature apostolique, puis en 1991, il est nommé régent de la préfecture de la Maison pontificale et l'année suivante, assesseur de la section pour les affaires générales de la Secrétairerie d'État.

### Évêque
En 1997, Leonardo Sandri est nommé nonce apostolique au Venezuela (en) avec le titre d'archevêque titulaire (ou in partibus) d'Aemona. Il est consacré évêque le 11 octobre 1997. En 2000, il est pendant six mois nonce apostolique au Mexique (en) avant d'être nommé substitut pour les affaires générales de la Secrétairerie d'État. C'est à ce titre que le soir du 2 avril 2005, il annonce place Saint-Pierre, le décès du pape Jean-Paul II.

### Cardinal
Leonardo Sandri est créé cardinal par Benoît XVI lors du consistoire du 24 novembre 2007 avec le titre de cardinal-diacre des Santi Biagio e Carlo ai Catinari.
Le 26 janvier 2008 il est nommé membre du dicastère pour la Doctrine de la foi. Il opte pour l'ordre des cardinaux-prêtres le 19 mai 2018.

### Autres responsabilités
Le 9 juin 2007, il est nommé préfet de la Congrégation pour les Églises orientales par Benoît XVI. En outre, il est nommé membre du Conseil pontifical pour la promotion de l'unité des chrétiens le 3 octobre 2007 et membre du Conseil pontifical pour le dialogue interreligieux deux jours plus tard.
Le 12 juin 2008, il est nommé membre de la Congrégation pour l'évangélisation des peuples.
Le 9 septembre 2014 il est nommé par François père synodal pour la troisième assemblée générale extraordinaire du synode des évêques sur la famille se déroulant du 5 au 19 octobre en qualité de préfet de la congrégation pour les Églises orientales.
Le 26 juin 2018 par un rescrit au nom du pape François, le cardinal Sandri ainsi que les cardinaux Pietro Parolin, Marc Ouellet et Fernando Filoni sont élevés au rang de cardinal-évêque sans diocèse suburbicaire prenant effet au consistoire du 28 juin suivant.
Il atteint la limite d'âge le 18 novembre 2023, ce qui l'empêche de participer aux votes du conclave de 2025.

## Succession apostolique
Leonardo Sandri a ordonné les évêques suivants :
- Évêque Vicente Juan Segura (it) (2005)
- Évêque Claudiu-Lucian Pop (de) (2011)
- Évêque Georges Abou Khazen (de), O.F.M. (2014)
- Évêque Maurizio Malvestiti (2014)
- Évêque Rubén Tierrablanca González (it), O.F.M. (2016)
- Cardinal Pierbattista Pizzaballa, O.F.M. (2016)
- Évêque César Essayan (de), O.F.M.Conv. (2016)
- Évêque Claudio Lurati (it), M.C.C.I. (2020)
- Cardinal Dominique Joseph Mathieu, O.F.M.Conv. (2021)
- Évêque Massimiliano Palinuro (it) (2021)

## Distinctions
- Grand commandeur de l'ordre du Mérite de la République fédérale d'Allemagne (Allemagne) - 17 février 2009[5]
- Ordre de l'amitié (Arménie) (it) - septembre 2015 par le président Serge Sargsian[6]
- Grand-croix de l'ordre national de la Croix du Sud (Brésil) - décret du 25 octobre 2002 du président Luiz Inácio Lula da Silva[7]
- Chevalier de 1è classe de l'ordre du Cavalier de Madara (Bulgarie) - 20 novembre 2002
- Grand-croix de l'ordre de Bernardo O'Higgins (Chili) - 1993
- Chevalier Grand-croix de l'Ordre d'Isabelle la Catholique (Espagne) - 27 avril 2001[8]
- Commandeur de l'ordre national de la Légion d'honneur (France) - 2003
- Grand-croix de l'ordre du Quetzal (Guatemala) - 2002
- Commandeur avec étoile de l'ordre du Mérite hongrois (Hongrie) - 2005
- Chevalier grand-croix de l'ordre du Mérite de la République italienne (Italie) - 13 juin 2005[9]
- Chevalier de l'ordre national du Cèdre (Liban) - 2001
- Grand-croix de l'ordre de la Couronne de chêne (Luxembourg) - 2006
- Grand officier de l'ordre national du mérite (Paraguay) - 1995
- Commandeur de l'ordre du Mérite de la république de Pologne (Pologne) - 2010
- Grand-croix de l'ordre de l'Étoile de Roumanie (Roumanie) - 2012
- Chevalier de l'ordre du Libérateur des Esclaves José Simeón Cañas (Salvador) - 2004
- Grand officier de l'ordre de la Double Croix Blanche (Slovaquie) - 2002
- Chevalier de 3è classe de l'ordre du Mérite (Ukraine) - 2004
- Grand cordon de l'ordre du Libérateur (Venezuela) - 2000